# Tătulești, Buzău
Tătulești este un sat în comuna Padina din județul Buzău, Muntenia, România.
În anul 2011, nu mai avea niciun locuitor.
Aici erau in jur de 20 de case. Toți erau munteni ce au mers prin pădure și și-au făcut case la sosea. Așa a apărut satul nou din Padina, până in SMA. Au fost supranumiți de localnici drept poporul maias, apoi satul vechi fiind cunoscut și sub denumirea de Orașul Interzis.

### „Cronica unei migrații nepermise”
De-a lungul a cinci secole, Satul Vechi a fost nu doar un sat, ci o instituție. Acolo nu se nășteai pur și simplu — erai validat de comunitate. Era un loc cu biserici vechi, unde clopotul bătea după rânduiala canonică, nu după chef. Primăria avea geamuri mari, iar centrul cultural avea perdele roșii și miros de scenă.
Oamenii din Satul Vechi erau cunoscuți ca fiind albi la față, creoli la trăsături și fini la vorbă. Îmbrăcați în cămăși apretate și cu papuci de duminică și-n zilele de marți, se mândreau că știu să scrie „metaforă” fără să ceară voie.
Apoi, au venit ei — poporul migrator din Tătulești. Nu se știe exact de ce au plecat din Tătulești (unii spun că i-a gonit seceta, alții că-i fugărea plictiseala), dar cert e că au luat pădurea în piept și s-au oprit fix la șosea, unde au început să bată țăruși, să-și ridice case și să dea nume lucrurilor pe care nu le înțelegeau.
Așa s-a născut Satul Nou.
Nu că ar fi fost rău intenționați — dar aveau un fel al lor de a „civiliza” zona: au pus garduri din tablă, și-au vopsit acoperișurile în mov și au declarat că becul din curte ține loc de stele.
Erau blonzi, cu ochi de mirare permanentă și un accent moale, de parcă toate cuvintele se scurgeau înapoi în gât. Când au aflat că în Satul Vechi se citește poezie, au întrebat dacă e ceva bun de pus pe mămăligă.
Cei din Satul Vechi i-au primit cu politețe și superioritate pasivă:
— „Nu-i bai, lasă-i să învețe... dacă apucă.”
Dar apoi, lucrurile au început să se strice. Oamenii din Satul Nou, în ciuda lipsei de școală, au descoperit șmecheria șoselei. „Dacă pui un magazin aici, vine lumea!” — au zis. Și au pus. Magazinul avea două rafturi și o muscă rezidentă, dar le-a dat curaj.
În scurt timp, Satul Nou a început să creadă că e buricul pământului. Au zis că n-au nevoie de centru cultural, pentru că au Facebook. N-au nevoie de biserică, că „merge și cu live”. Iar primăria? „Ne descurcăm cu o baracă și un om care știe să bată la calculator.”
Așa că, în semn de rezistență și eleganță, cei din Satul Vechi au închis granițele simbolic. Nu cu ziduri, ci cu tăceri. Le-au zis simplu:
— „De la SMA încolo nu mai e drum, e istorie.”
Și de-atunci, Satul Vechi e cunoscut sub denumirea de Orașul Interzis. Nu pentru că nu te lasă să intri — ci pentru că n-ai ce căuta acolo, dacă n-ai în tine un pic de cultură, o doză de rușine și măcar o bibliotecă personală cu trei cărți citite. Cap-coadă.
porci.